# In the Hunt
In the Hunt, pubblicato originariamente in Giappone con il titolo Kaitei Daisensou (海底大戦争?), è un videogioco arcade a scorrimento orizzontale, a tratti verticale, di tipo sparatutto, sviluppato da Irem nel 1993 e convertito poi per Sega Saturn, PlayStation e Windows.
Buona parte dello staff realizzatore di In the Hunt qualche anno dopo passerà in forza alla SNK per comporre appositamente la saga di Metal Slug, i cui episodi presentano elementi grafici molto simili al titolo della Irem.

## Trama
L'organizzazione criminale D.A.S. (acronimo di Dark Anarchy Society) utilizza apparecchi sofisticatissimi per sciogliere le calotte polari e dominare così su una Terra ridotta alla desolazione. Dopo aver appreso dell'esistenza di una nuova super arma messa a punto dai D.A.S., nota come "Yugusukyuure", alcuni gruppi di resistenza elaborano segretamente un piano inviando l'equipaggiato sottomarino Granvia, la cui missione è quella di raggiungere il quartier generale dei malvagi e distruggerlo.

## Modalità di gioco
In ciascuno dei sei livelli di In The Hunt, l'obiettivo è distruggere i nemici comuni e sconfiggere il boss di turno. All'inizio del gioco si attacca con missili in avanti, che eliminano con un colpo la maggior parte dei nemici comuni. I missili possono anche essere lanciati verso l'alto. La distruzione di specifici tipi di nemici premia il giocatore con un potenziamento, che dà alla Granvia l'accesso a nuovi tipi di armi, ovvero una potente mitragliatrice, un cannone a onde e uno sparo "cracker" che lancia una raffica di proiettili. Alcuni nemici rilasciano sfere rosse con stelle in rilievo, che assegnano punti bonus una volta raccolte. 
Questo gioco, nonostante si tratti di uno sparatutto a scorrimento a tema subacqueo, presenta uno schermo che non scorre automaticamente, poiché il giocatore può dirigere la Granvia a proprio piacimento. Fa eccezione il livello denominato Seabed Ruins (il terzo nella versione arcade giapponese ma il quinto in quella occidentale), interamente a scorrimento verticale; lo scontro con Defender-Majestic,  una sorta di golem meccanico con tre teste che fa da boss per tutto il suo svolgimento, è anch'esso piuttosto singolare, dato che il mostro rimane progressivamente danneggiato dai suoi stessi attacchi, mentre la Granvia non può indebolirlo in alcun modo (si tratta dunque di una prova di resistenza, che deve durare fino al momento in cui il boss si sarà autodistrutto completamente). 
Si usano un joystick a 8 direzioni - per gli spostamenti - e due pulsanti. Le vite a disposizione sono 3.